# Lijst van rijksmonumenten in Noord-Beveland
De gemeente Noord-Beveland telt 44 inschrijvingen in het rijksmonumentenregister. Hieronder een overzicht.

## Colijnsplaat
De plaats Colijnsplaat telt 21 inschrijvingen in het rijksmonumentenregister. 
Zie Lijst van rijksmonumenten in Colijnsplaat voor een overzicht.

## Geersdijk
De plaats Geersdijk telt 6 inschrijvingen in het rijksmonumentenregister. 
| Object | Oorspronkelijke functie? | Bouwjaar | Architect | Locatie           | Coördinaten?                  | Nr.?   | Afbeelding        |
| --- | ------------------------ | -------- | --------- | ----------------- | ----------------------------- | ------ | ----------------- |
| Steenhove | Boerderij                | ca. 1840 |           | Stekeldijk 18     | 51° 33' 21" NB, 3° 44' 52" OL | 39103  | Meer afbeeldingen |
| Wijtvliet: woonhuis | Woonhuis                 | 1911     |           | Geersdijkseweg 31 | 51° 34' 5" NB, 3° 46' 9" OL   | 507654 | Upload foto       |
| Wijtvliet: dwarsdeelschuur | Boerderij                | 1911     |           | Geersdijkseweg 31 | 51° 34' 5" NB, 3° 46' 9" OL   | 507655 | Meer afbeeldingen |
| Wijtvliet: varkenshok, één bouwlaag hoog met zadeldak, gedekt met gesmoorde groefpannen en opgetrokken in roodbruine baksteen | Boerderij                | 1911     |           | Geersdijkseweg 31 | 51° 34' 5" NB, 3° 46' 9" OL   | 507656 | Meer afbeeldingen |
| Wijtvliet: wagenschuur, één bouwlaag hoog met zadeldak gedekt met gesmoorde groefpannen, opgetrokken in roodbruine baksteen   | Boerderij                | 1911     |           | Geersdijkseweg 31 | 51° 34' 5" NB, 3° 46' 9" OL   | 507657 | Meer afbeeldingen |
| Wijtvliet: gietijzeren hek | Erfscheiding             | 1910     |           | Geersdijkseweg 31 | 51° 34' 5" NB, 3° 46' 9" OL   | 507658 | Upload foto       |

## Kamperland
De plaats Kamperland telt 4 inschrijvingen in het rijksmonumentenregister. 
| Object                                            | Oorspronkelijke functie? | Bouwjaar  | Architect | Locatie          | Coördinaten?                  | Nr.?   | Afbeelding        |
| ------------------------------------------------- | ------------------------ | --------- | --------- | ---------------- | ----------------------------- | ------ | ----------------- |
| Bouw- en Plantlust                                | Boerderij                | 1823      |           | Oosthavendijk 2  | 51° 33' 54" NB, 3° 42' 42" OL | 39100  | Meer afbeeldingen |
| Land & Zeezicht                                   | Boerderij                | 1823      |           | Sint Felixweg 3  | 51° 33' 39" NB, 3° 41' 56" OL | 39101  | Meer afbeeldingen |
| Vrijstaand bakstenen woonhuis met pannen zadeldak | Boerderij                | 1772      |           | Baas Huisweg 14  | 51° 35' 6" NB, 3° 41' 16" OL  | 39102  | Meer afbeeldingen |
| Veerdam                                           | Aanlegvoorziening        | 1850-1930 |           | Reigerlaan bij 1 | 51° 33' 29" NB, 3° 41' 1" OL  | 507662 | Meer afbeeldingen |

## Kats
De plaats Kats telt 1 inschrijving in het rijksmonumentenregister. 
| Object                    | Oorspronkelijke functie? | Bouwjaar             | Architect | Locatie      | Coördinaten?                | Nr.?  | Afbeelding        |
| ------------------------- | ------------------------ | -------------------- | --------- | ------------ | --------------------------- | ----- | ----------------- |
| Nederlands Hervormde Kerk | Kerk en kerkonderdeel    | 17e eeuw (oorsprong) |           | Kerkstraat 3 | 51° 34' 3" NB, 3° 53' 3" OL | 23772 | Meer afbeeldingen |

## Kortgene
De plaats Kortgene telt 5 inschrijvingen in het rijksmonumentenregister. 
| Object                                   | Oorspronkelijke functie?  | Bouwjaar | Architect | Locatie         | Coördinaten?                 | Nr.?   | Afbeelding                   |
| ---------------------------------------- | ------------------------- | -------- | --------- | --------------- | ---------------------------- | ------ | ---------------------------- |
| Toren Nicolaaskerk                       | Kerk en kerkonderdeel     | 15e eeuw |           | Kerkgang 2      | 51° 33' 20" NB, 3° 48' 8" OL | 23769  | Meer afbeeldingen            |
| Nicolaaskerk                             | Kerk en kerkonderdeel     | 1686     |           | Kerkgang 2      | 51° 33' 20" NB, 3° 48' 8" OL | 23770  | Meer afbeeldingen            |
| De Korenbloem, restant van stellingmolen | Industrie- en poldermolen | 1873     |           | Molendijk 1     | 51° 33' 42" NB, 3° 48' 8" OL | 23771  | Meer afbeeldingen            |
| Woonhuis in electische stijl             | Woonhuis                  | 1913     |           | Hoofdstraat 100 | 51° 33' 33" NB, 3° 48' 7" OL | 507660 | Woonhuis in electische stijl |
| Woonhuis in electische stijl             | Woonhuis                  | ca. 1895 |           | Hoofdstraat 34  | 51° 33' 25" NB, 3° 48' 8" OL | 507661 | Woonhuis in electische stijl |

## Wissenkerke
De plaats Wissenkerke telt 7 inschrijvingen in het rijksmonumentenregister. 
| Object                                                         | Oorspronkelijke functie?  | Bouwjaar | Architect                   | Locatie           | Coördinaten?                  | Nr.?   | Afbeelding        |
| -------------------------------------------------------------- | ------------------------- | -------- | --------------------------- | ----------------- | ----------------------------- | ------ | ----------------- |
| Houten wagenschuur en enkele bijschuren                        | Boerderij                 | 18e eeuw |                             | Dorpsdijk bij 98  | 51° 35' 13" NB, 3° 44' 39" OL | 39095  | Upload foto       |
| Vrijstaand huis                                                | Woonhuis                  | 1895     |                             | Dorpsdijk 100     | 51° 35' 11" NB, 3° 44' 40" OL | 39096  | Meer afbeeldingen |
| Woonhuis van het traditionele Zeeuwse type                     | Woonhuis                  | 1880     |                             | Dorpsweg 1A       | 51° 34' 57" NB, 3° 44' 56" OL | 39097  | Meer afbeeldingen |
| De Onderneming                                                 | Industrie- en poldermolen | 1867     |                             | Ooststraat 28     | 51° 35' 9" NB, 3° 45' 1" OL   | 39098  | Meer afbeeldingen |
| Landzigt                                                       | Industrie- en poldermolen | 1869     |                             | Boomdijk 1        | 51° 34' 41" NB, 3° 44' 33" OL | 39099  | Meer afbeeldingen |
| Pomp                                                           | Straatmeubilair           | 1870     |                             | Voorstraat bij 12 | 51° 35' 8" NB, 3° 44' 48" OL  | 507659 | Upload foto       |
| Opstandingskerk vanwege het Vollebregtorgel en het Müllerorgel | Vanwege onderdelen kerk   | 1862     | J. Vollebregt (orgelbouwer) | Voorstraat 20a    | 51° 35' 8" NB, 3° 44' 47" OL  | 527255 | Meer afbeeldingen |

Borsele ·
Goes ·
Hulst ·
Kapelle ·
Middelburg ·
Noord-Beveland ·
Reimerswaal ·
Schouwen-Duiveland ·
Sluis ·
Terneuzen ·
Tholen ·
Veere ·
Vlissingen